# Aeroport Internacional Amata Kabua
L'Aeroport Internacional Amata Kabua, és l'únic aeroport de les Illes Marshall, inaugurat en 1972 en substitució de l'aeròdrom de Majuro, construit a l'illa de Delap pels japonesos en 1942 durant la Segona Guerra Mundial.
Opera des de la torre de control de Honolulu. Està situat a la capital, Dalap-Uliga-Darrit. Rep en nom en honor d'Amata Kabua, primer president de la república.

## Aerolínies i destinacions
| Aerolínies           | Destinacions |
| -------------------- | --- |
| Air Marshall Islands | Airok, Aur, Ebon, Enejit, Jaluit, Jeh, Kaben, Kili, Kwajalein, Majkin, Maloelap, Mejit, Mili, Namdrik, Utirik, Wotje |
| Continental Airlines | Chuuk, Guam, Honolulu, Kosrae, Kwajalein, Pohnpei                                                                    |
| Our Airline          | Nauru, Nadi, Tarawa, Brisbane                                                                                        |